# Keyano
Keyano est un campement à proximité de la centrale hydroélectrique La Grande-4, sur le territoire d'Eeyou Istchee Baie-James, dans le Nord-du-Québec. Le village remplace le camp de travailleurs temporaires, érigé lors de la construction du complexe hydroélectrique LG-4. Les infrastructures de Keyano servent essentiellement au logement des employés responsables du fonctionnement et de l'entretien de la centrale. 

## Histoire
Keyano est fondé en 1978 dans le cadre de la phase 1 du Projet Baie-James. La constructions des centrales hydroélectriques de La Grande Rivière oblige la Municipalité de la Baie-James et la Société d'énergie de la Baie-James (SEBJ) à aménager des campements pour loger les travailleurs et cadres des chantiers. Le premier à voir le jour est Radisson (près de LG-2), en 1974. Quatre autres villages temporaires sont ensuite aménagés, près des divers chantiers hydroélectriques : Les Mélèzes (rivière Eastmain), Sakami (LG-3), Keyano, ainsi que Caniapiscau,. À Keyano, la SEBJ prévoit accueillir 3500 travailleurs. L'aménagement du campement compte un réseau d’aqueduc et un réservoir d'eau potable ; une centrale électrique au diesel ; un système de chauffage. Les travailleurs résidents au campement ont notamment accès à un centre sportif, un magasin général et un casse-croûte. Le site accueille également les familles de cadres, et compte une école. Les femmes vivant ou travaillant sur le chantier bénéficient d'un centre social féminin, le club Stael. Le campement continue de se développer, et dès 1979 il compte un cinéma, une taverne, un aréna, un centre commercial, une buanderie, ainsi qu'un poste de prévention des incendies. Les résidents y célèbrent également un carnaval. 

## Toponymie
Le nom du campement fait référence au mot de langue crie keyano, qui signifie « chez nous ». Ce toponyme est officialisé en 1978, après un concours de l'Association des employeurs de la Baie-James auprès des résidents du campement, et en consultation avec le Grand Conseil des Cris. 